# Sarah Robles
Sarah Elizabeth Robles (ur. 1 sierpnia 1988 w San Diego) – amerykańska sztangistka, dwukrotna medalistka olimpijska i złota medalistka mistrzostw świata.
W 2012 roku zaliczyła olimpijski debiut, biorąc udział w rozgrywanych w Londynie letnich igrzyskach olimpijskich. W kategorii powyżej 75 kg zajęła szóste miejsce, uzyskując wynik 265 kg w dwuboju. Cztery lata później, na igrzyskach w Rio de Janeiro zdołała wywalczyć brązowy medal w tej samej kategorii wagowej. Uzyskała tam 286 kg w dwuboju. Kolejny brązowy medal zdobyła podczas igrzysk olimpijskich w Tokio w 2020 roku, plasując się za Chinką Li Wenwen i Emily Campbell z Wielkiej Brytanii.
W 2017 roku wywalczyła złoty medal podczas mistrzostw świata w Anaheim. Robles zwyciężyła uzyskując 284 kg w dwuboju.
Jest medalistką igrzysk panamerykańskich, w 2019 wywalczyła złoty medal.

## Osiągnięcia
| Rok  | Zawody                      | Miasto         | Miejsce | Kategoria | Wynik  |
| ---- | --------------------------- | -------------- | ------- | --------- | ------ |
| 2009 | Mistrzostwa świata          | Goyang         | 11.     | +75 kg    | 233 kg |
| 2010 | Mistrzostwa świata          | Antalya        | 9.      | +75 kg    | 239 kg |
| 2011 | Mistrzostwa świata          | Paryż          | 10.     | +75 kg    | 249 kg |
| 2012 | Letnie igrzyska olimpijskie | Londyn         | 6.      | +75 kg    | 265 kg |
| 2015 | Mistrzostwa świata          | Houston        | 6.      | +75 kg    | 279 kg |
| 2016 | Letnie igrzyska olimpijskie | Rio de Janeiro | 3.      | +75 kg    | 286 kg |
| 2017 | Mistrzostwa świata          | Anaheim        | 1.      | +90 kg    | 284 kg |
| 2018 | Mistrzostwa świata          | Aszchabad      | 4.      | +87 kg    | 290 kg |
| 2019 | Mistrzostwa świata          | Pattaya        | 7.      | +87 kg    | 285 kg |
| 2021 | Letnie igrzyska olimpijskie | Tokio          | 3.      | +87 kg    | 282 kg |